# Secret of the Bulb
Secret of the Bulb, conosciuto anche come The Secret of the Bulb, è un cortometraggio del 1914 diretto da William J. Bauman.

## Produzione
Il film fu prodotto dalla Vitagraph Company of America.

## Distribuzione
Distribuito dalla General Film Company, il film - un cortometraggio di 300 metri, ovvero un rullo - uscì nelle sale statunitensi il 1º gennaio 1914.